# 1981 au théâtre
| Années du théâtre : 1978 - 1979 - 1980 - 1981 - 1982 - 1983 - 1984    |
| Décennies du théâtre : 1950 - 1960 - 1970 - 1980 - 1990 - 2000 - 2010 |

Cet article présente les faits marquants de l'année 1981 au théâtre.

## Événements
- Fondation des Prix Arletty par la comédienne Fanny Vallon, en l'honneur de la grande comédienne française de théâtre et de cinéma Arletty, née Léonie Bathiat (1898-1992). Le prix honore des personnalités féminines du monde du spectacle et se décline en plusieurs récompenses, notamment le prix de l'interprétation, le prix de l'œuvre dramatique et celui de la participation au rayonnement du théâtre.

## Pièces de théâtre représentées
- 7 janvier : Le Gardien, mise en scène de Pierre Mégemont : Théâtre Daniel Sorano, Vincennes
- 15 janvier : L'Histoire du soldat, mise en scène de Michel Geslin : Théâtre municipal de Poitiers, Poitiers
- 23 avril : Un Chapeau de paille d'Italie, mise en scène de Guy Kayat : Théâtre 71, Malakoff
- 22 juillet : Durant une nuit de huit heures, de 22 heures à 6 heures du matin, le conteur Bruno de La Salle récite l'Odyssée d'Homère au Festival d'Avignon[1] ; la performance est retransmise sur France Culture[2],[3].
- 21 septembre : Le Nombril de Jean Anouilh, au Théâtre de l'Atelier (création)
- 29 septembre : Joyeuses Pâques de Jean Poiret, mise en scène de Pierre Mondy, avec Jean Poiret, Nicole Calfan, Martine Kelly, Maria Pacôme, Françoise Fabian, Christiane Muller, Louisa Colpeyn, Nicolas Vogel, Marc Bassler, Odette Laure, au Théâtre du Palais-Royal à Paris
- 22 octobre : Du vent dans les branches de sassafras de René de Obaldia, mise en scène de Jacques Rosny, Théâtre de la Madeleine (Paris) avec Jean Marais

## Récompenses
- Prix Arletty : Pascale Roze

## Naissances
- 27 octobre : Léonore Confino, dramaturge et comédienne franco-suisse.
- Penda Diouf, dramaturge et comédienne franco-sénégalaise.

## Décès
- André Clavé (°1916)
- 25 janvier : Jean Nohain (°1900)
- 25 avril : Rosine Luguet (°1921)
- 9 mai : Raymonde Vattier (°1901)
- 10 août : Valentine Tessier (°1892)
- 17 octobre : Jean Sylvère (°1911)
- 1er décembre : Raymond Rouleau (°1904)